# Alessandro Bisolti
Alessandro Bisolti (Gavardo, província de Brescia, 7 de març de 1985) és un ciclista italià, professional des del 2009. Actualment corre a l'equip Nippo-Vini Fantini.

## Palmarès
- 2006
  - 1r al Giro de la Vall d'Aosta

### Resultats al Giro d'Itàlia
- 2010. 74è de la classificació general
- 2015. 49è de la classificació general
- 2016. 81è de la classificació general
- 2020. 90è de la classificació general